# Leucosyrinx kantori
Leucosyrinx kantori é uma espécie de gastrópode do gênero Leucosyrinx, pertencente a família Pseudomelatomidae.